# 娜杰日达·曼德尔施塔姆
娜杰日达·雅科夫列芙娜·曼德尔施塔姆（1899年10月31日—1980年12月29日），婚前姓哈津娜，苏联作家，诗人奥西普·曼德尔施塔姆的妻子。

## 生平
娜傑日達生於薩拉托夫一中產猶太家庭，早年於基輔度過，中學之後修讀藝術。
在1921年結婚以後，娜杰日达與奥西普·曼德尔施塔姆曾在烏克蘭、彼德格勒、莫斯科及格魯吉亞等地居住過。奧西普於1934年因其作品《斯大林諷刺短詩集》而遭到逮捕，並與娜杰日達一同被放逐至彼爾姆邊疆區的切爾登去，後來改到沃羅涅日。
奥西普第二次被捕後不久，隨後於1938年在海參崴第二溪附近的臨時難民營去世，這以後的娜杰日达幾乎過着遊牧民族式的生活，躲避意料之內與未經警告的逮捕，以及時常轉換居住地和臨時工作。內務人民委員會至少有一次（於加里寧）在她逃亡後的一天就到達進行追捕。
作為娜傑日達生命中的任務，她開始並認真地保存及出版她丈夫的詩作遺產。她當時設法將它們當中的大部份用記憶保存下來，因為她並不相信紙張。
斯大林死後，娜杰日达於1956年完成了她的論文，並於1958年被允許返回莫斯科。
在她的回憶錄，最早在西方世界出版的，《心存希望》（Hope Against Hope）及《被放棄了的希望》（Hope Abandoned）中，她對自己的生平作了史詩式的分析，並對蘇聯1920年代及以後的道德及文化角落作出了批評。書名是一個雙關語，“娜杰日达”在俄語中有“希望”之意。
娜杰日达於1979年將她的文檔贈予普林斯頓大學。她於1980年逝世，享年81歲。

## 作品
- Hope against Hope (ISBN 1-86046-635-4) （文字遊戲：“娜杰日达”在俄語中有“希望”之意）
- Hope Abandoned (ISBN 0-689-10549-5)

## 備注
1. ↑  俄語羅馬化：Nadezhda Yakovlevna Mandelshtam
2. ↑  俄語羅馬化：Khazina

## 外部連結
- http://www.echo.msk.ru/guests/7073/ （页面存档备份，存于）
- http://www.svobodanews.ru/content/transcript/2340077.html （页面存档备份，存于）